# 色環

伊顿十二色相環

色相環

色環（Color Wheel），又稱色輪、色圈，是將可見光區域的顏色以圓環來表示，為色彩學的一個工具，一個基本色环通常包括12种不同的颜色。

## 十二色色環
基礎的十二色環由瑞士設計師约翰内斯·伊顿所提出，所以又名伊顿十二色環。其結構為：
等邊三角形內的三原色─紅、黃、藍作為第一次色，將三原色兩兩相加可調出橙、綠、紫等第二次色，如果再將這六種顏色中兩相鄰的顏色等量互調，得到該兩色的中間色（第三次色），便產生了十二色色環。
除了基礎的十二色色環外，也可依此延出更多顏色的色環。
| 紅色 | (●) |   |                 |     |
| 橙色 | (●) | = | 朱紅色 (橘紅色) | (●) |
| 橙色 | (●) |   |                 |     |
| 黃色 | (●) | = | 琥珀色 (橙黃色) | (●) |
| 黃色 | (●) |   |                 |     |
| 綠色 | (●) | = | 草綠色          | (●) |
| 綠色 | (●) |   |                 |     |
| 藍色 | (●) | = | 藍綠色          | (●) |
| 藍色 | (●) |   |                 |     |
| 紫色 | (●) | = | 雪青色 (藍紫色) | (●) |
| 紫色 | (●) |   |                 |     |
| 紅色 | (●) | = | 洋紅色 (紅紫色) | (●) |

### 對比色
在色環圖中，相對成180度，也就是直線兩端的顏色，互為補色。
100度~179度稱為對比色。

### 類似色
在色環圖中，相鄰的兩色即為類似色。

### 暖色與冷色
在色環中，以綠和紫色兩個中性色為界，紅、橙、黃等為暖色，綠、藍綠、藍等為冷色。

## RGB色環

RGB十二色色相環

傳統的色彩學、演色表與在電腦上應用的CMYK、RGB系統略有差異。

## 外部連結
- 十二色環圖 （页面存档备份，存于）
- 電腦色彩學 - 色相環介紹 （页面存档备份，存于）